# Теорема Квиллена — Суслина
Теорема Квиллена — Суслина (проблема Серра, гипотеза Серра) — утверждение о тривиальности произвольного векторного расслоения над аффинным пространством произвольной размерности. Сформулировано как гипотеза в 1955 году Жан-Пьером Серром, доказательство получено в 1976 году Андреем Суслиным и Даниелем Квилленом.
Алгебраическая формулировка результата: любой конечнопорождённый проективный модуль над кольцом многочленов над полем является свободным.
Обобщение теоремы на проективные модули над произвольными регулярными нётеровыми кольцами и кольцами многочленов над ними — гипотеза Басса — Квиллена — по состоянию на 2018 год является открытой проблемой.